# 新安城駅
新安城駅（しんあんじょうえき）は、愛知県安城市東栄町にある、名古屋鉄道の駅である。駅番号はNH17。
安城市の北部に位置する駅で、名鉄名古屋本線・西尾線の接続点に位置する。西尾線の起点にあたり乗換客が多く、周辺の市街地化が進んでいることから、JR東海道本線 安城駅（乗車人員2016年度：11,326人。愛知県統計年鑑）と並んで安城市で乗降客の多い駅になっている。

## 歴史
1923年（大正12年）に愛知電気鉄道（現在の名古屋本線）の今村駅として開業。1926年（大正15年）に米津駅まで結ぶ碧海電気鉄道（現在の西尾線）が開通した。1970年（昭和45年）に新安城駅に改称された。

### 年表
- 1923年（大正12年）6月1日 - 愛知電気鉄道新知立仮駅（後の東知立駅、1968年廃止） - 西岡崎駅（現、岡崎公園前駅）間開業時に今村駅として開業。
- 1926年（大正15年）7月1日 - 碧海電気鉄道が今村駅 - 米津駅間を開業。
- 1935年（昭和10年）8月1日 - 愛知電気鉄道の名岐鉄道への合併により名古屋鉄道が発足したため、愛知電気鉄道駅が同社の駅となる。
- 1944年（昭和19年）3月1日 - 碧海電気鉄道の名古屋鉄道への合併により、碧海電気鉄道駅も同社の駅となる。
- 1948年（昭和23年）5月 - 西尾線ホーム配線変更[2]。下り本線からの分岐器を新設し4番線（現・3番線）と接続させ、本線下り待避線とする[3]。
- 1965年（昭和40年）1月1日 - 愛知紡績専用線（0.4 km）廃止[4]。1964年度をもって貨物営業廃止[5]。
- 1969年（昭和44年）3月21日 - 地下駅舎および北口駅ビル（鉄筋4階建）完成[6]。
- 1970年（昭和45年）5月1日 - 駅名を新安城駅に改称。
- 1974年（昭和49年）9月17日 - 特急（座席特急は除く）の一部が停車。座席特急は西尾線直通のみ全便停車。
- 1982年（昭和57年）3月21日 - 高速停車駅に昇格[7]。
- 1987年（昭和63年）5月 - 自動改札機設置[8]。
- 1990年（平成2年）10月29日 - 高速の特急への統合により再び一部特急停車駅になる。
- 2004年（平成16年）9月15日 - トランパスの供用開始[9]。
- 2005年（平成17年）1月29日 - ダイヤ改正により、特急標準停車駅となる。ただし新設された快速特急は通過。日中の停車本数の変更はない。
- 2011年（平成23年）2月11日 - ICカード乗車券「manaca」の供用を開始する。
- 2012年（平成24年）2月29日 - 「トランパス」の供用を終了する。
- 2020年（令和2年）12月19日 - 改札が現行の地下から橋上駅舎に切替[10]。
- 2021年（令和3年）
  - 3月28日 - 橋上化工事が竣工[11]。
  - 5月22日 - ダイヤ改正により、深夜に1本、快速特急が停車するようになる[12]。

地下改札口営業時代
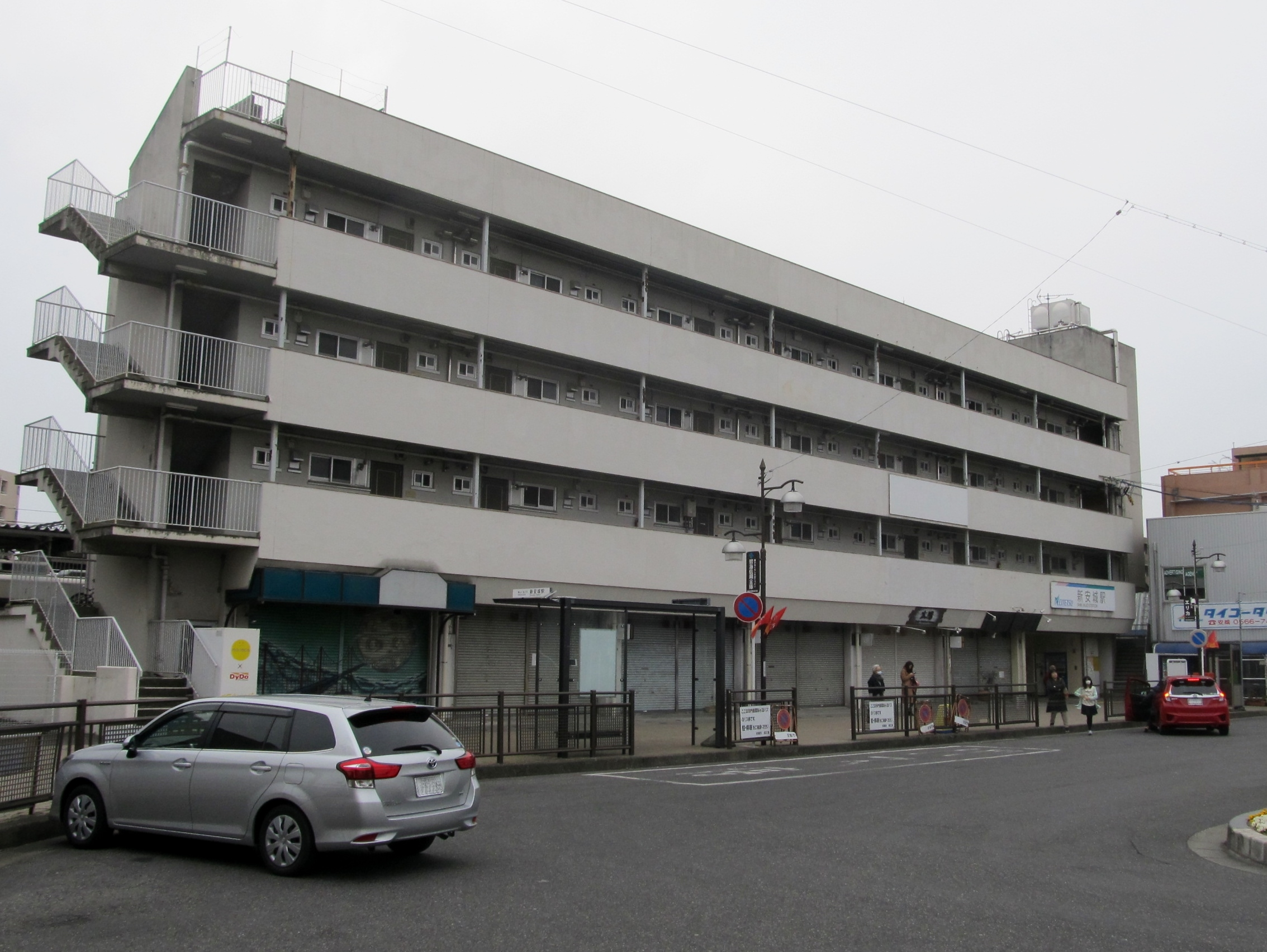
北口と駅ビル
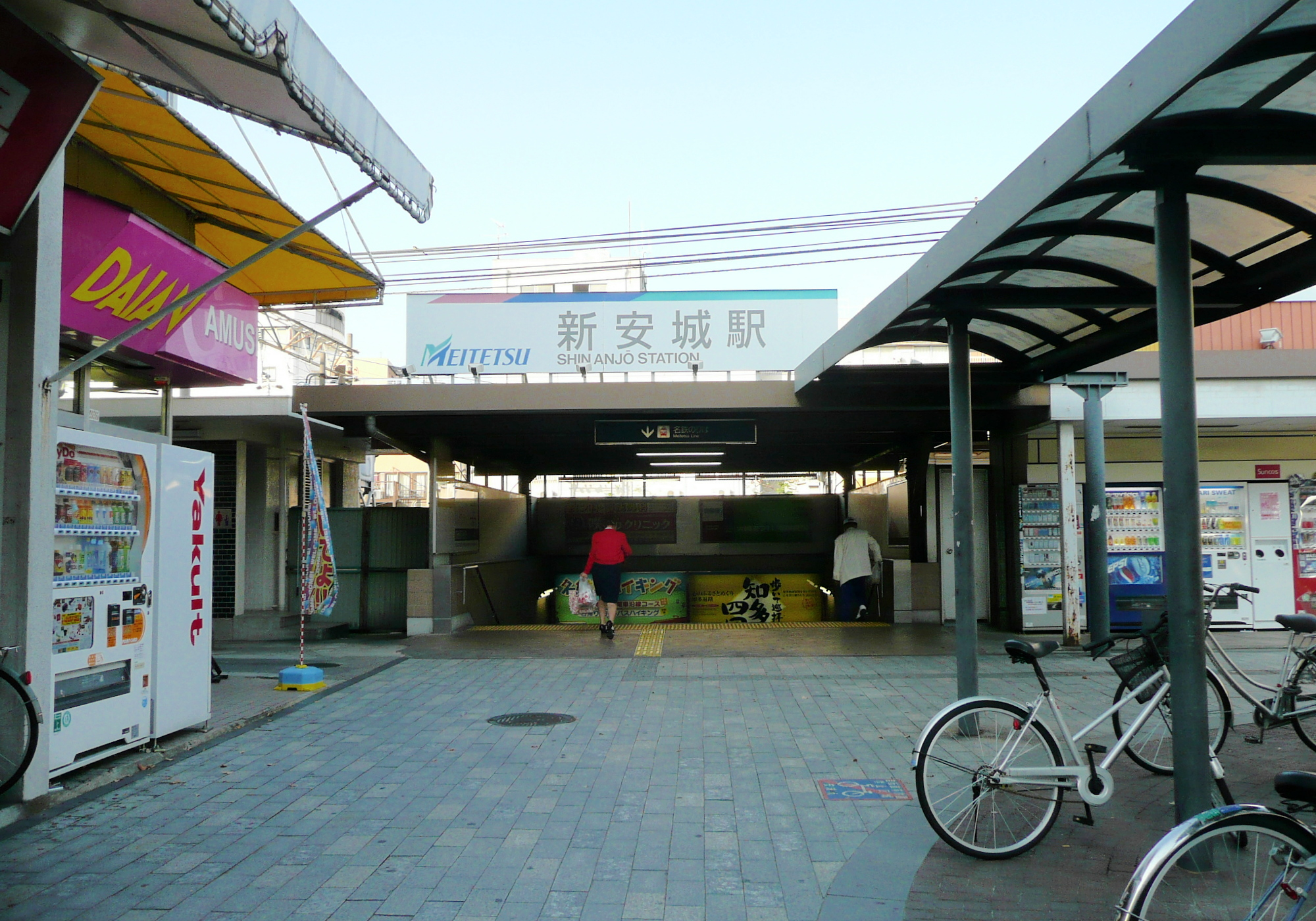
南口
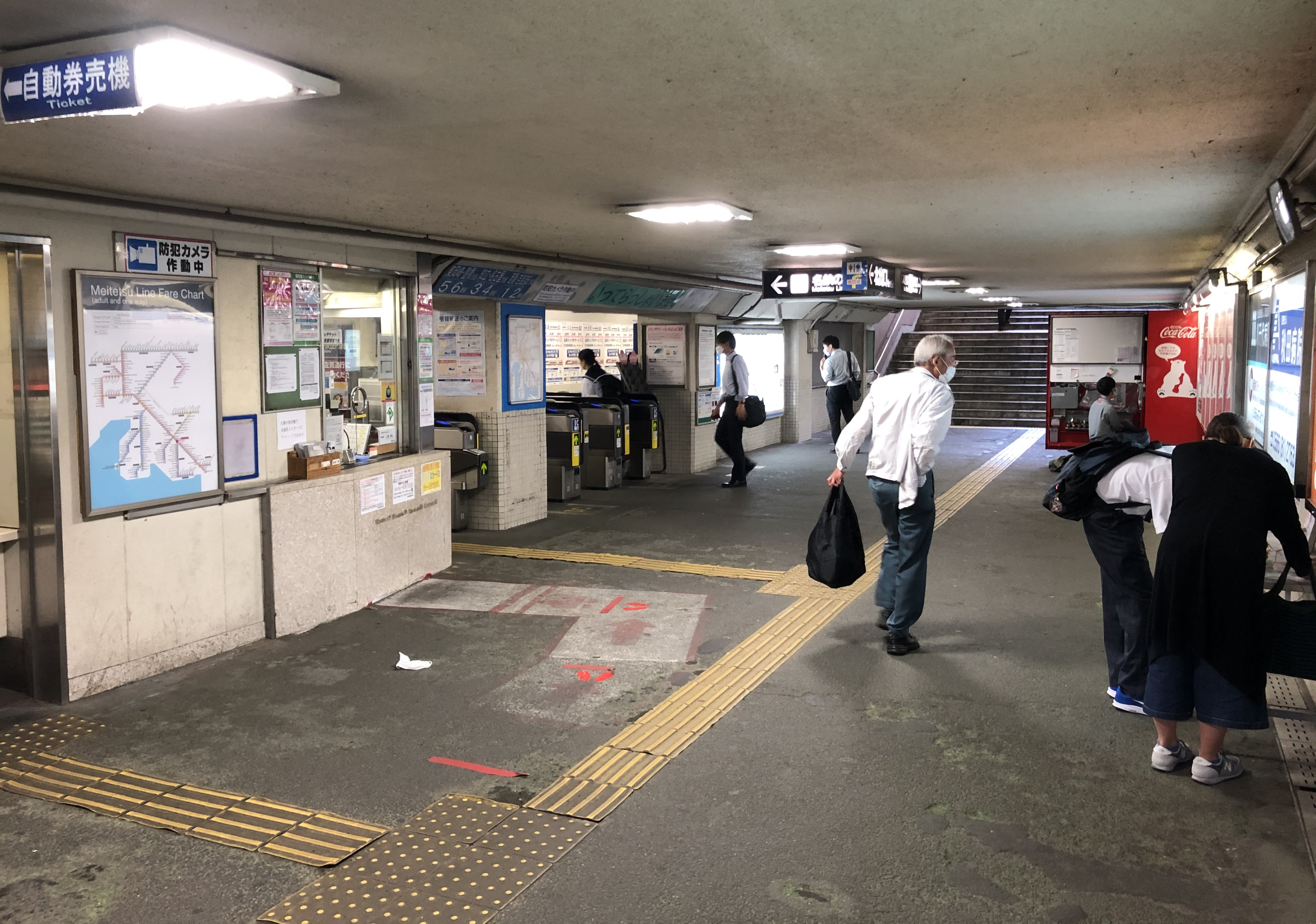
改札口
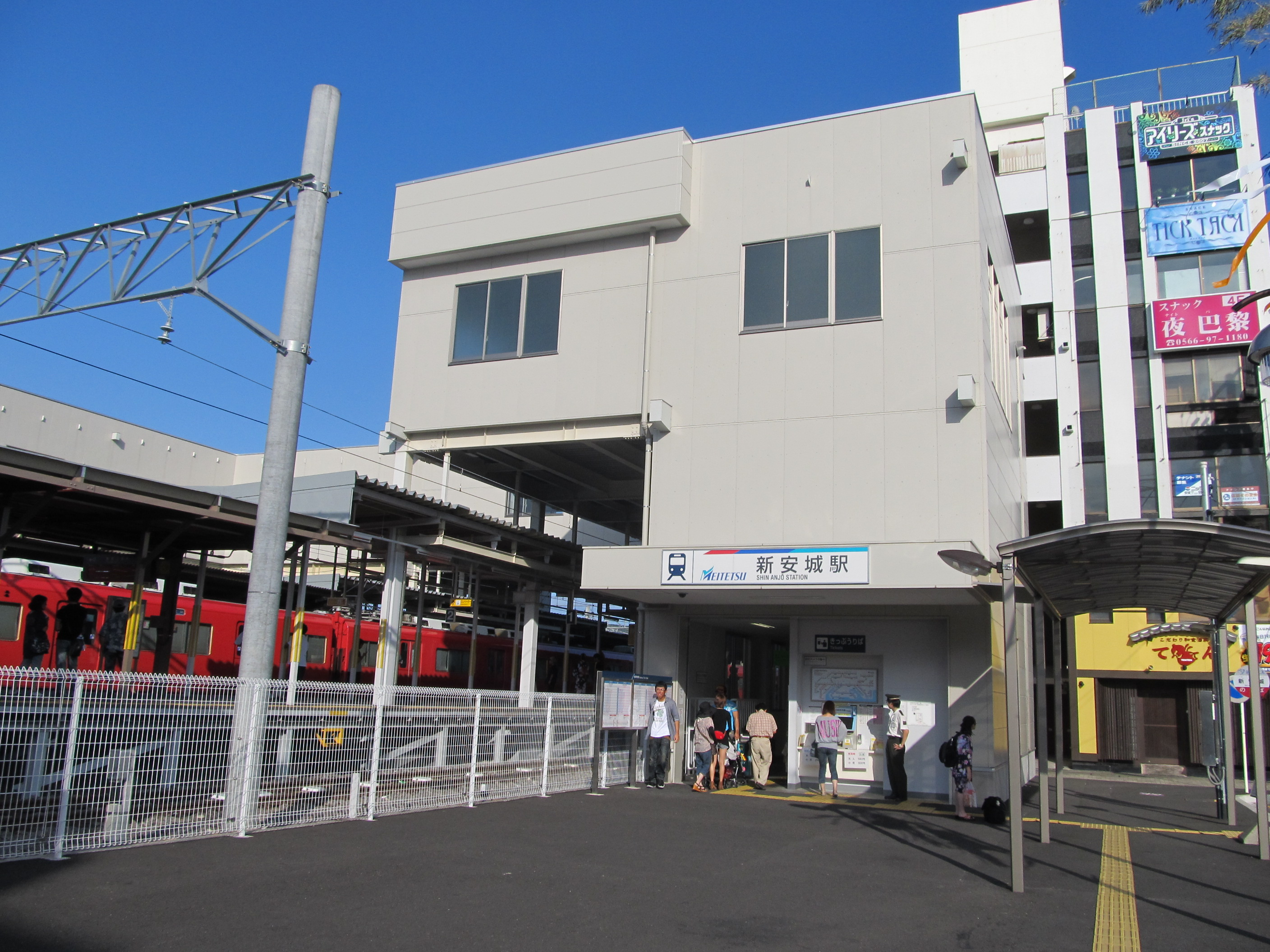
エレベーター専用改札口時代の橋上駅舎南口
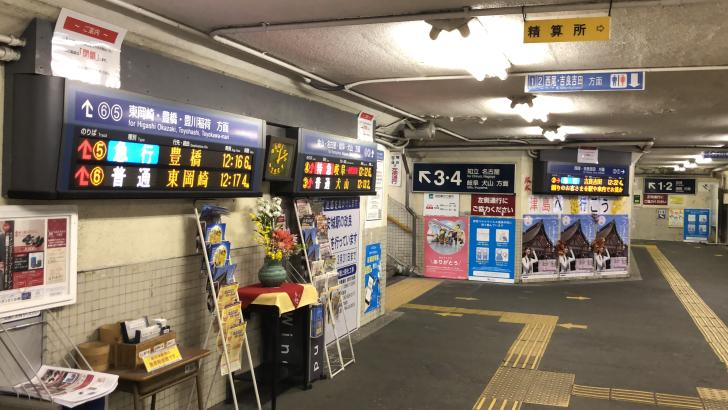
地下改札口内

### 橋上化事業
新安城駅の利便性・快適性を高めるとともに、新安城駅周辺地区でテーマ性のあるまちづくりを行うにあたり、「安城の北の玄関口」として駅の橋上化が検討された。整備費は概算で、自由通路が6億5,400万円、駅舎が25億1,800万円で、合計31億7,200万円が見込まれた。
2018年6月21日、安城市議会定例会において、総事業費31億7,200万円のうち30億6,600万円を市が負担する工事協定締結議案が可決された。自由通路整備費の6億5,400万円は市が全額負担する。費用負担について、自由通路部分は道路法第56条に基づく道路の新設として、国が予算の範囲内で2分の1を上限に補助（社会資本整備総合交付金）することができるが、近年では採択率が低く、安城市ではこれを前提にせず事業を行うことにした。
駅の橋上化によって南北の往来に必要な自由通路をバリアフリー化し、いつでも安全に移動できる経路が確保された。次いで従来の駅よりも東側（豊橋側）に自由通路と橋上駅舎を現在のバリアフリー通路を使いながら新たに建設し、自由通路には上りのエスカレーター、エレベーター、階段を設置しバリアフリー化を図った。それに伴い、従来の駅施設（地下通路、地下駅）は廃止された。

### 高架化事業
利用者数や駅を通る電車が多いことに加え、駅近くの踏切では電車が徐行して通過に時間がかかるため、名古屋本線と西尾線が合流する駅西側の「新安城1号踏切」（座標）が国土交通省により「開かずの踏切」に指定されている。またそれらの要因に加え、駅南北のロータリーが送迎用の乗用車・バスなどで混雑することなども原因で、駅周辺の踏切では朝夕の渋滞が慢性化しており、安城市の課題の一つとなっている。
このため地元では駅周辺の高架化（連続立体交差化）を求める声が上がっており、2023年（令和5年）2月には新安城駅の高架化や駅一帯の再開発への着手を公約として掲げた三星元人が安城市長として当選した。同年7月には安城市が高架化の事業主体となる愛知県に必要な調査の実施を要望し、同年10月には愛知県知事の大村秀章が、翌2024年度（令和6年度）から駅付近の連続立体交差化に向けた調査（線路・踏切の現況、周辺道路の交通量の調査、および測量など）に着手することを表明、市も同年度以降「名鉄新安城駅周辺鉄道立体化検討事業」を新規事業とする。「第9次安城市総合計画 実施計画」によれば、2024年度は7億5,000万円、2025年度（令和7年度）は10億円がそれぞれ同事業の「新安城駅周辺まちづくり基本調査」事業予算として計上されている。

## 駅構造
島式ホーム3面6線を有する地上駅。駅長在任の直営駅でもある。橋上駅舎を備え、改札口は2階にあり、付近には自動券売機（継続manaca定期乗車券及び新規通勤manaca定期乗車券の購入も可能）を備えている。名古屋本線は8両編成対応で内側の4番線と5番線が主本線、外側の3番線と6番線が副本線で、接続追越駅として機能している。かつては地下に改札口があり、現在の橋上駅舎は2010年（平成22年）12月に新設されたものである。ただし新設当時は橋上駅舎に階段が設置されておらず、エレベーター専用の改札口であった。
西尾線ホームは4両編成対応で、1番線の名古屋寄りは頭端式になっている。西尾線からの名古屋方面直通は3番線に進入し、名古屋方面からの西尾線直通は名古屋寄りの踏切手前から下り本線を平面交差して2番線に進入する。西尾方面へ向かう6両編成の臨時列車が増解結を行う場合、3番線を使う（代わりに名古屋方面の列車は2番線から発車する）こともあるが、西尾方面へ向かう定期列車は全て4両または2両であり誤乗防止のため2番線を使う。西尾線と名古屋本線を分ける分岐器の配置上、3番線に8両編成が停車する場合は名古屋寄りにずれて停車する。なお、3番線の名古屋寄り2両分は8両編成の停車がないときは柵で閉鎖されている。2番線と3番線の間、東岡崎・西尾寄りに留置線を有する。
発車案内はフルカラーLED式2段表示。
2010年（平成22年）10月7日に設置され、一時動作試験を行った後、10月24日から本格作動した。これにより、布袋駅、堀田駅、青山駅に次いで4番目にフルカラーLED式2段表示が設置された。なお、2010年（平成22年）10月23日までは、ソラリー式2段表示が設置されていた。ソラリー式2段表示は、改札口以外は、全て撤去された（改札口は、工事中の張り紙が貼られた）。西尾線の発車案内は本線のものとは表示の仕方が異なり、1番線と2番線が別々に表示された（上に1番線、下に2番線の案内がある。1番線から発車しない時間帯は1番線の欄に「当駅止まり」と表示されていた。備考欄もあり、急行以下の列車では「吉良吉田で蒲郡行に連絡」と表示することもあった）。
かつて、西尾方面と東岡崎方面との臨時直通列車（主に岡崎城下家康公夏まつり花火大会開催時の東岡崎 - 西尾間の普通）があった頃は、上下線とも唯一双方へ出入り可能な3番線を使っていた。2008年（平成20年）6月29日から西尾線にも1200系を使った一部特別車特急が運転されるようになり、特急西尾行きが8両対応の3番線に入線するようになった。2023年（令和5年）3月18日から西尾線の一部特別車は廃止（急行に格下げ）となったため、3番線に定期の西尾行きが入線することはなくなった。
3・4番線のみ3番線の8両対応化時に拡幅され、他のホームより若干広かったが、バリアフリー化工事に伴って2010年（平成22年）に6番線と工事用車両の留置線が移設され、5・6番ホームも拡幅された。
同じく120km/h区間の途中にある国府駅、新木曽川駅と同様に、本線の構内分岐器は全て弾性ポイントである。これにより、上下各毎時2本ずつの快速特急は速度制限を受けずに通過する。
駅自動放送は、「種別・行き先」の順に読み上げるタイプのもので、1・2・4番線が女声、3・5・6番線が男声のアナウンスである。下り線のホーム（3番線）にも男声のアナウンスが使われている（金山駅や東岡崎駅など、他の駅では通常下り（岐阜方面）が女声、上り（豊橋方面）が男声）。
かつて、今村駅時代に南にある愛知紡績への専用線が分岐していた。距離は400m程度であったが電化されていた。敷設当初は当時西尾線を保有していた碧海電気鉄道に合わせ600vであったが、のちに1500vへ昇圧している。製造品の紡績糸と綿織布を発送していたが、1964年に路線廃止され同時に貨物営業も廃止となった。

### のりば
| 番線 | 路線          | 方向 | 行先                 | 備考                         |
| ---- | ------------- | ---- | -------------------- | ---------------------------- |
| 1    | GN 西尾線     | 上り | 西尾・吉良吉田方面   | 着発線                       |
| 2    | GN 西尾線     | 上り | 西尾・吉良吉田方面   | 主本線                       |
| 3    | NH 名古屋本線 | 下り | 金山・名鉄名古屋方面 | 待避線、西尾線からの直通列車 |
| 4    | NH 名古屋本線 | 下り | 金山・名鉄名古屋方面 | 主本線                       |
| 5    | NH 名古屋本線 | 上り | 東岡崎・豊橋方面     | 主本線                       |
| 6    | NH 名古屋本線 | 上り | 東岡崎・豊橋方面     | 待避線                       |

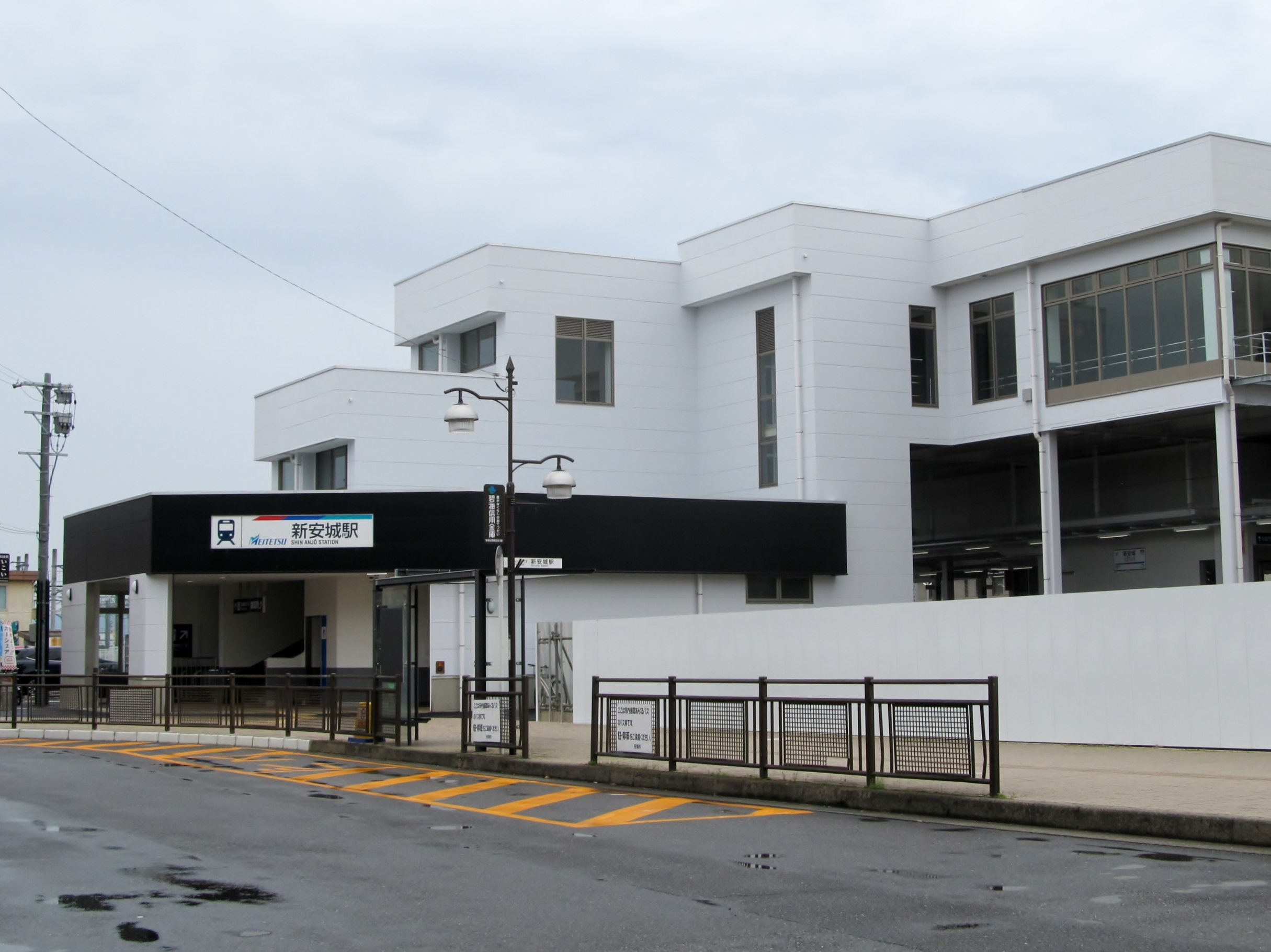
北口
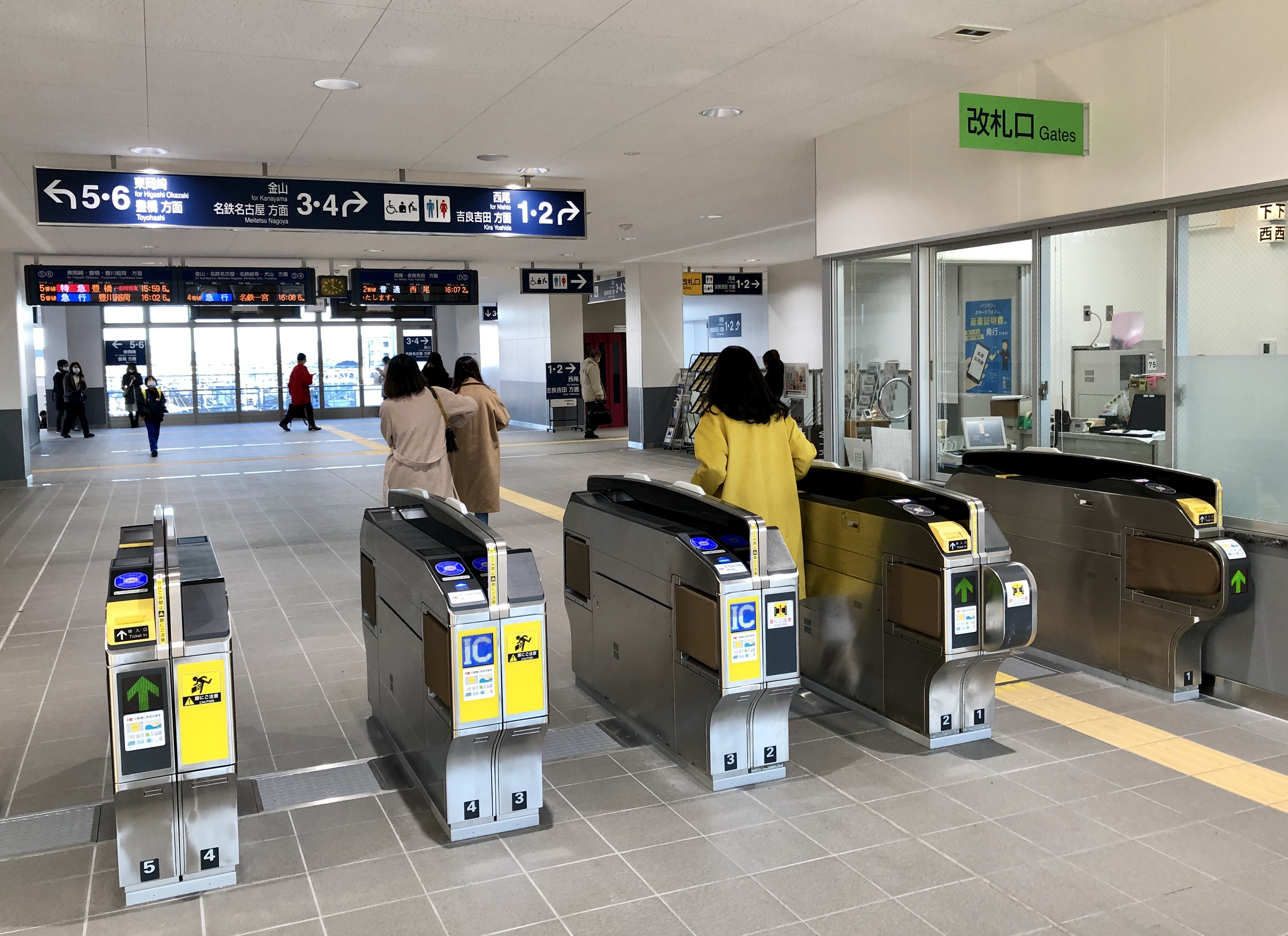
橋上改札
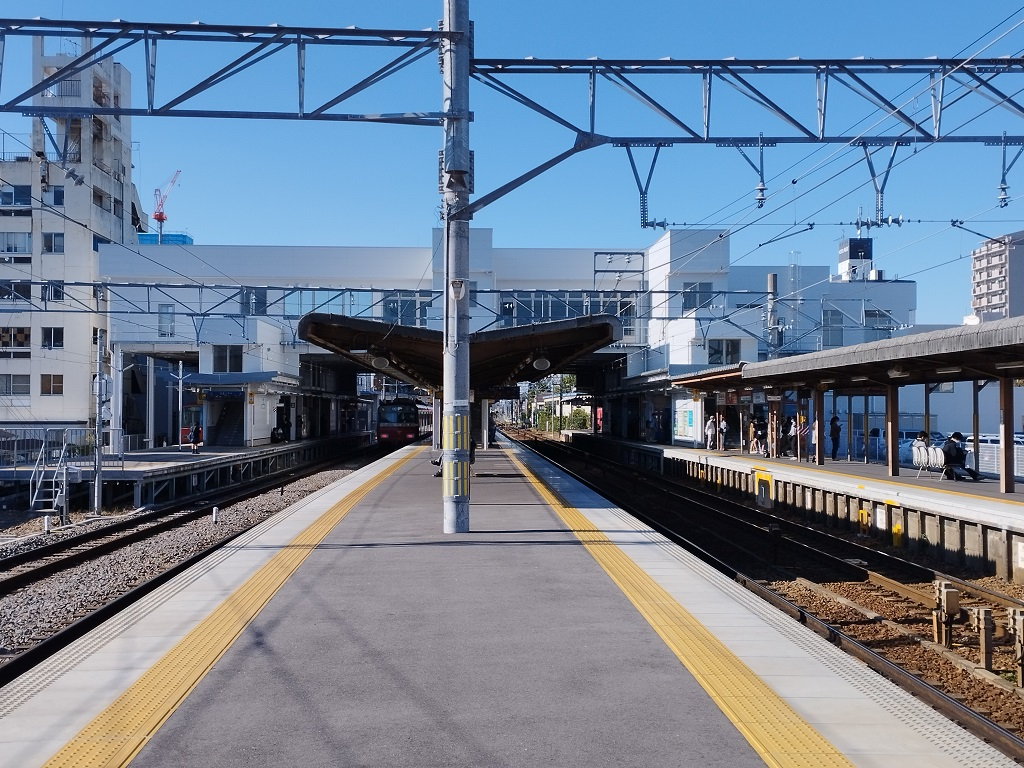
ホーム
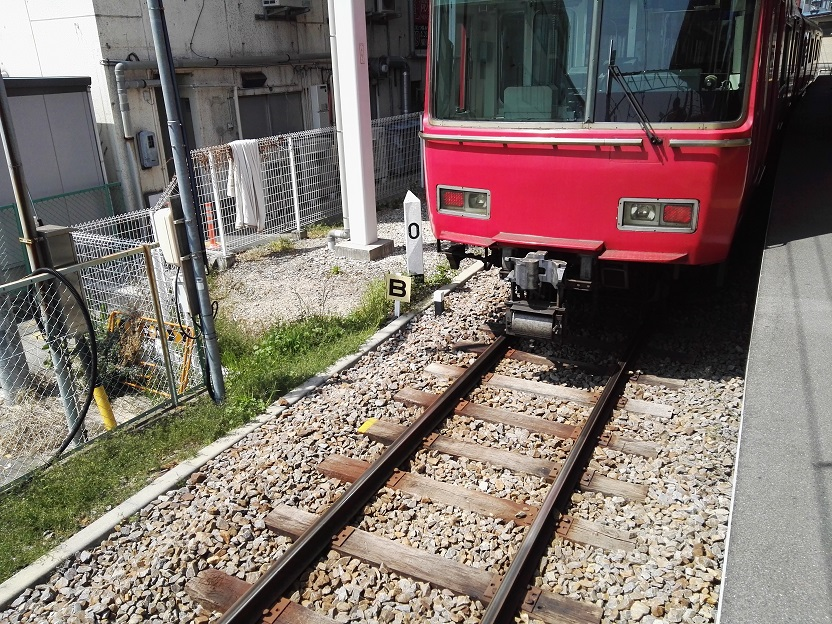
西尾線のゼロキロポスト
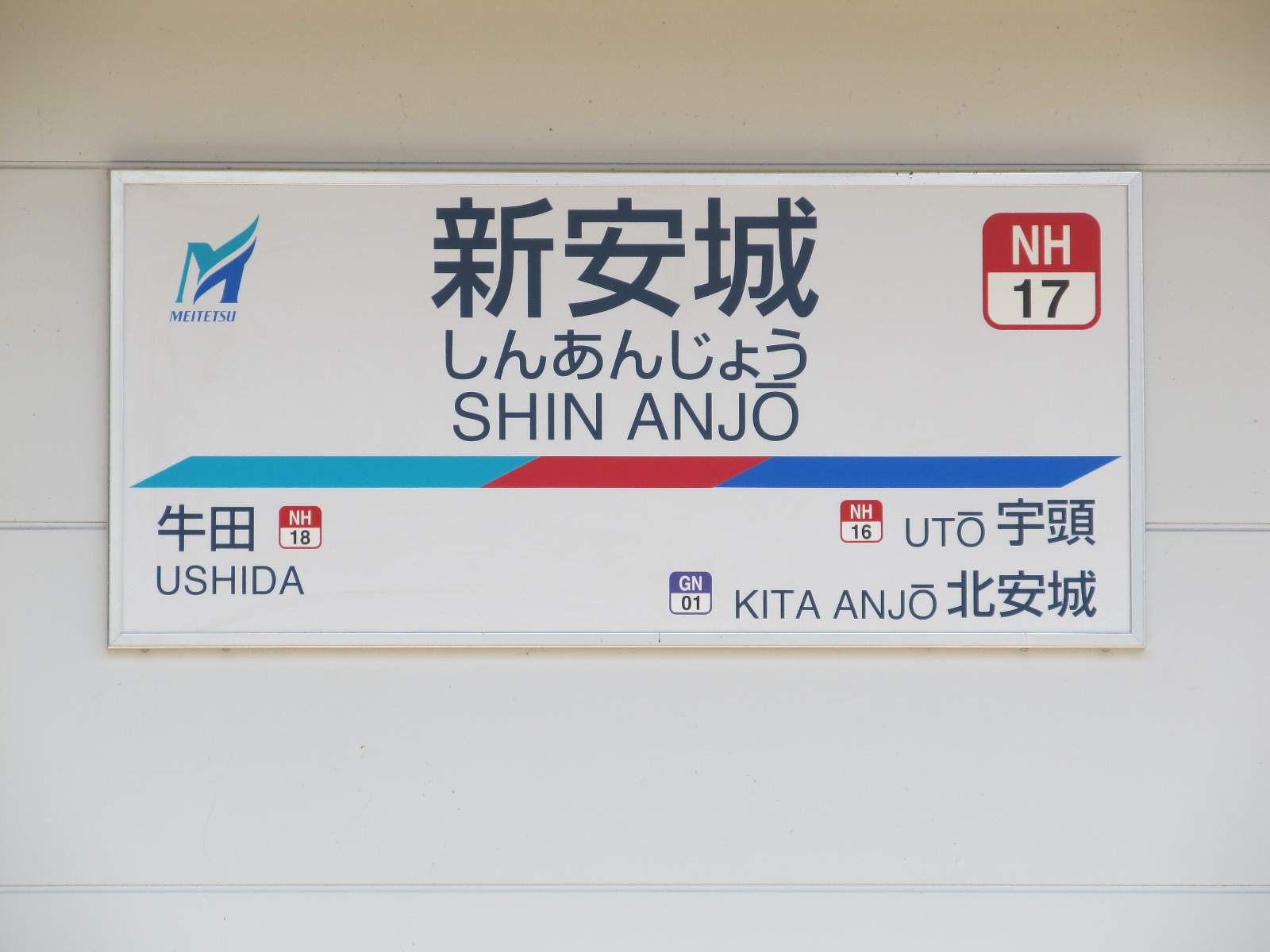
駅名標

### 配線図
|                     | ↑ 西尾・吉良吉田方面             |                            |
| ← 東岡崎・ 豊橋方面 | 名古屋鉄道 新安城駅 構内配線略図 | → 名古屋・ 岐阜・ 犬山方面 |
| 凡例 出典:          |                                  |                            |

## 利用状況
- 『名鉄120年：近20年のあゆみ』によると2013年度当時の1日平均乗降人員は19,683人であり、この値は名鉄全駅（275駅）中 19位、 名古屋本線（60駅）中 11位、西尾線・蒲郡線（23駅）中1位であった[28]。
- 『名古屋鉄道百年史』によると1992年度当時の1日平均乗降人員は18,568人であり、この値は岐阜市内線均一運賃区間内各駅（岐阜市内線・田神線・美濃町線徹明町駅 - 琴塚駅間）を除く名鉄全駅（342駅）中20位、 名古屋本線（61駅）中13位、 西尾線・蒲郡線（24駅）中1位であった[29]。
- 『名鉄 1983』によると、1981年度当時の一日平均乗降人員は16,003人であり、この値は名鉄全駅中20位であった[30]。

『愛知県統計書』『愛知県統計年鑑』『安城の統計』各号によると、年間および一日平均の乗降人員の推移は以下の通りである。
| 年                 | 年間 乗降人員 | 年間 乗降人員 | 一日平均 乗降人員 | 一日平均 乗降人員 | 備考                            |
| 年                 | 総数          | 定期          | 総数              | 定期              | 備考                            |
| ------------------ | ------------- | ------------- | ----------------- | ----------------- | ------------------------------- |
| 1932（昭和07）年度 | 625,555       |               | 1,714             |                   | [ 31 ]                          |
| 1933（昭和08）年度 | 657,476       |               | 1,801             |                   | [ 32 ]                          |
| 1934（昭和09）年度 | 635,900       |               | 1,742             |                   | [ 33 ]                          |
| 1935（昭和10）年度 | 392,812       |               | 1,073             |                   | [ 34 ]                          |
| 1936（昭和11）年度 | 225,584       |               | 618               |                   | [ 35 ]                          |
| 1937（昭和12）年度 | 469,874       |               | 1,287             |                   | [ 36 ]                          |
| 1938（昭和13）年度 | 173,331       |               | 475               |                   | [ 37 ]                          |
| 1939（昭和14）年度 | 407,253       |               | 1,113             |                   | [ 38 ]                          |
| 1940（昭和15）年度 | 503,101       |               | 1,378             |                   | [ 39 ]                          |
| 1941（昭和16）年度 |               |               |                   |                   |                                 |
| 1942（昭和17）年度 |               |               |                   |                   |                                 |
| 1943（昭和18）年度 |               |               |                   |                   |                                 |
| 1944（昭和19）年度 |               |               |                   |                   |                                 |
| 1945（昭和20）年度 |               |               |                   |                   |                                 |
| 1946（昭和21）年度 | 2,009,000     |               | *5,504            |                   | [ 40 ]                          |
| 1947（昭和22）年   | 1,459,000     |               | *3,997            |                   | 期間は1947年1月 - 1947年12月末  |
| 1948（昭和23）年   | 1,472,000     |               | *4,022            |                   | 期間は1948年1月 - 1948年12月末  |
| 1949（昭和24）年度 | 1,323,000     | 772,000       | *3,625            |                   | 期間は1949年5月 - 1950年4月末   |
| 1950（昭和25）年度 | 1,131,000     | 652,000       | *3,099            |                   | 期間は1949年11月 - 1950年10月末 |
| 1951（昭和26）年度 | 1,578,000     | 938,000       | *4,311            |                   | [ 45 ]                          |
| 1952（昭和27）年度 | 1,595,000     | 966,000       | 4,372             |                   | [ 46 ]                          |
| 1953（昭和28）年度 | 1,762,000     | 1,012,000     | 4,828             |                   | [ 47 ]                          |
| 1954（昭和29）年度 | 1,872,000     | 1,036,000     | 5,129             |                   | [ 48 ]                          |
| 1955（昭和30）年度 | 1,830,000     | 1,028,000     | 4,994             |                   | [ 49 ]                          |
| 1956（昭和31）年度 | 2,014,000     | 1,156,000     | 5,515             |                   | [ 50 ]                          |
| 1957（昭和32）年度 | 2,235,000     | 1,300,000     | 6,124             |                   | [ 51 ]                          |
| 1958（昭和33）年度 |               |               |                   |                   |                                 |
| 1959（昭和34）年度 | 2,519,296     | 1,608,420     | 6,963             |                   | [ 52 ]                          |
| 1960（昭和35）年度 | 2,858,141     | 1,961,320     | 7,905             |                   | [ 52 ]                          |
| 1961（昭和36）年度 | 3,374,828     | 2,373,180     | 9,247             |                   | [ 52 ]                          |
| 1962（昭和37）年度 | 4,205,614     | 3,100,980     | 11,522            |                   | [ 52 ]                          |
| 1963（昭和38）年度 | 4,198,839     | 3,036,720     | 11,504            |                   | [ 52 ]                          |
| 1964（昭和39）年度 | 4,471,822     | 3,289,320     | 12,251            |                   | [ 52 ]                          |
| 1965（昭和40）年度 | 4,557,741     | 3,410,520     | 12,487            |                   | [ 52 ]                          |
| 1966（昭和41）年度 | 4,659,061     | 3,525,780     | 12,764            |                   | [ 52 ]                          |
| 1967（昭和42）年度 | 5,213,768     | 3,998,100     | 14,245            |                   | [ 52 ]                          |
| 1968（昭和43）年度 | 4,913,343     | 3,665,220     | 13,462            |                   | [ 52 ]                          |
| 1969（昭和44）年度 | 5,005,000     | 3,658,400     | 13,710            |                   | [ 52 ]                          |
| 1970（昭和45）年度 | 5,401,600     | 4,006,000     | 15,360            |                   | [ 53 ]                          |
| 1971（昭和46）年度 | 5,169,477     | 3,793,920     | 14,306            |                   | [ 53 ]                          |
| 1972（昭和47）年度 | 4,962,225     | 3,600,680     | 14,011            |                   | [ 53 ]                          |
| 1973（昭和48）年度 | 4,827,762     | 3,380,280     | 13,227            |                   | [ 53 ]                          |
| 1974（昭和49）年度 | 5,164,142     | 3,622,380     | 14,298            |                   | [ 53 ]                          |
| 1975（昭和50）年度 | 5,160,535     | 3,478,980     | 14,272            |                   | [ 53 ]                          |
| 1976（昭和51）年度 | 5,125,948     | 3,470,040     | 14,201            |                   | [ 53 ]                          |
| 1977（昭和52）年度 | 5,580,532     | 3,811,980     | 15,708            |                   | [ 53 ]                          |
| 1978（昭和53）年度 | 5,914,778     | 4,048,260     | 16,357            | 11,245            | [ 53 ]                          |
| 1979（昭和54）年度 | 5,819,583     | 3,919,980     | 16,080            | 10,889            | [ 53 ]                          |
| 1980（昭和55）年度 | 5,912,618     | 3,966,300     | 16,350            | 11,018            | [ 54 ]                          |
| 1981（昭和56）年度 | 5,965,263     | 4,020,360     | 16,497            | 11,168            | [ 54 ]                          |
| 1982（昭和57）年度 | 6,034,271     | 4,020,960     | 16,686            | 11,169            | [ 54 ]                          |
| 1983（昭和58）年度 | 5,918,220     | 3,897,480     | 16,348            | 10,826            | [ 54 ]                          |
| 1984（昭和59）年度 | 5,929,904     | 3,920,520     | 16,395            | 10,890            | [ 54 ]                          |
| 1985（昭和60）年度 | 6,054,977     | 4,016,820     | 16,741            | 11,158            | [ 54 ]                          |
| 1986（昭和61）年度 | 6,312,519     | 4,257,060     | 17,455            | 11,825            | [ 54 ]                          |
| 1987（昭和62）年度 | 6,354,809     | 4,231,380     | 17,556            | 11,754            | [ 54 ]                          |
| 1988（昭和63）年度 | 6,350,591     | 4,286,640     | 17,561            | 11,907            | [ 54 ]                          |
| 1989（平成元）年度 | 6,313,975     | 4,207,380     | 17,459            | 11,687            | [ 54 ]                          |
| 1990（平成02）年度 | 6,367,367     | 4,300,860     | 17,608            | 11,947            | [ 55 ]                          |
| 1991（平成03）年度 | 6,493,267     | 4,345,860     | 17,939            | 12,072            | [ 55 ]                          |
| 1992（平成04）年度 | 6,511,610     | 4,381,740     | 18,008            | 12,172            | [ 55 ]                          |
| 1993（平成05）年度 | 6,327,610     | 4,260,480     | 17,498            | 11,835            | [ 55 ]                          |
| 1994（平成06）年度 | 6,090,707     | 4,077,420     | 16,842            | 11,326            | [ 55 ]                          |
| 1995（平成07）年度 | 5,936,445     | 3,953,820     | 16,401            | 10,983            | [ 55 ]                          |
| 1996（平成08）年度 | 5,874,378     | 3,893,700     | 16,243            | 10,816            | [ 55 ]                          |
| 1997（平成09）年度 | 5,858,508     | 3,840,060     | 16,196            | 10,667            | [ 55 ]                          |
| 1998（平成10）年度 | 5,795,300     | 3,795,420     | 16,021            | 10,543            | [ 55 ]                          |
| 1999（平成11）年度 | 5,650,115     | 3,675,780     | 15,607            | 10,211            | [ 55 ]                          |
| 2000（平成12）年度 | 5,665,848     | 3,632,640     | 15,662            | 10,091            | [ 55 ]                          |
| 2001（平成13）年次 | 5,750,139     | 3,664,980     | 15,895            | 10,181            | [ 56 ]                          |
| 2002（平成14）年次 | 5,767,277     | 3,641,340     | 15,938            | 10,115            | [ 56 ]                          |
| 2003（平成15）年次 | 5,861,014     | 3,659,580     | 16,181            | 10,166            | [ 56 ]                          |
| 2004（平成16）年次 | 6,096,063     | 3,810,120     | 16,847            | 10,584            | [ 56 ]                          |
| 2005（平成17）年次 | 6,228,708     | 3,851,700     | 17,213            | 10,699            | [ 57 ]                          |
| 2006（平成18）年次 | 6,316,247     | 3,887,040     | 17,454            | 10,797            | [ 57 ]                          |
| 2007（平成19）年次 | 6,490,325     | 3,983,940     | 17,916            | 11,067            | [ 57 ]                          |
| 2008（平成20）年次 | 6,653,756     | 4,143,240     | 18,386            | 11,509            | [ 57 ]                          |
| 2009（平成21）年次 | 6,416,766     | 4,129,440     | 17,739            | 11,471            | [ 58 ]                          |
| 2010（平成22）年次 | 6,519,624     | 4,215,840     | 18,023            | 11,711            | [ 58 ]                          |
| 2011（平成23）年次 | 6,643,870     | 4,374,600     | 18,353            | 12,152            | [ 58 ]                          |
| 2012（平成24）年次 | 6,859,542     | 4,538,460     | 18,968            | 12,607            | [ 58 ]                          |
| 2013（平成25）年次 | 7,118,210     | 4,725,660     | 19,683            | 13,127            | [ 58 ]                          |
| 2014（平成26）年次 | 7,229,395     | 4,834,200     | 19,990            | 13,428            | [ 58 ]                          |
| 2015（平成27）年次 | 7,608,436     | 5,103,300     | 21,020            | 14,176            | [ 58 ]                          |
| 2016（平成28）年次 | 7,841,591     | 5,305,500     | 21,684            | 14,738            | [ 58 ]                          |
| 2017（平成29）年次 | 8,266,832     | 5,620,020     | 22,864            | 15,611            | [ 58 ]                          |
| 2018（平成30）年次 | 8,715,751     | 5,972,520     | 24,106            | 16,590            | [ 58 ]                          |
| 2019（令和元）年次 | 8,832,671     | 6,161,280     | 24,413            | 17,115            | [ 59 ]                          |
| 2020（令和02）年次 | 6,585,254     | 4,987,740     | 18,233            | 13,855            | [ 59 ]                          |
| 2021（令和03）年次 | 6,695,778     | 4,819,800     | 18,529            | 13,388            | [ 59 ]                          |
| 2022（令和04）年次 | 7,118,676     | 4,831,680     | 19,685            | 13,421            | [ 59 ]                          |

斜体の値は千人単位（千人未満四捨五入）
* 千人単位からの概算値

## ダイヤ
当駅には快速特急は原則停車せず、特急以下の列車が停車する（国府駅も快速特急の標準停車駅ではないが、朝・夜に特別停車する快速特急が存在する）。2021年5月22日のダイヤ改正より、名鉄岐阜駅22時31分発の豊橋行き快速特急（名鉄名古屋から豊橋への最終列車、それまでのダイヤでは特急国府行きであった）が特別停車するようになった。2023年3月18日のダイヤ改正より、豊橋駅6時51分発の岐阜行き快速特急（この列車と前述の豊橋行きは伊奈駅と国府駅に特別停車しない）も特別停車するようになった。臨時停車としては、毎年8月に行われる「岡崎城下家康公夏まつり花火大会」の開催に合わせて、一部の快速特急が停車するものもある。
西尾線内の普通はほとんど当駅で折り返しとなる。名古屋本線にも、当駅止まりの列車がごく僅かに存在する。
当駅を出ると、名古屋方面は豊明駅（知立駅では待避不可）または前後駅（急行の場合はこの駅となる。豊明駅と2駅連続して待避可能。2003年までは前後駅に下り待避線がなかったため急行は鳴海駅まで待避できなかった）、豊橋方面は東岡崎駅（矢作橋駅は名古屋方面のみ待避可能）まで待避ができないため、当駅で緩急接続や通過待ちをすることが多い。また平日朝は4本が西尾線からの列車と東岡崎方からの列車が当駅で連結する。
平日朝ラッシュ時間帯の下りは名古屋方面への速達性を図っていることと、当駅や西尾線から名古屋方面への利用者を急行に振り分けるため、当駅に停車する特急列車は7時台で2本となっている。（近年のダイヤ改正で数本の快速特急が特急に格下げされ、停車する特急は増えた）（知立駅まで普通列車で移動し、そこで快速特急に乗り換えるパターンもある）。7時台の1本を除き下りの急行は名鉄名古屋駅まで快特に抜かされない。朝時間帯は西尾線からの乗り換えが多くなるため非常に混雑する。深夜になると上りの快速特急は特急になるため、停車本数が増える。
2003年（平成15年）以前は下り急行の半数（豊橋駅発）が当駅で特急（現在の快速特急）の通過待ちをしていた。2005年（平成17年）以前の正月に運転されていた豊川稲荷駅発着の臨時特急も当駅を通過していた（夕方の豊川稲荷駅発着の定期特急は停車）。かつては国府宮駅と当駅に停車し、国府駅を通過する特急（1990年以前の高速）も存在したが、2000年3月21日改正からは国府駅にも特別停車するようになり、2005年1月29日白紙改正で当駅と共に特急停車駅となった。このほか、1999年（平成11年）までは西尾線からの直通特急で当駅に停車し、知立駅を通過するものも存在した。

## 駅周辺

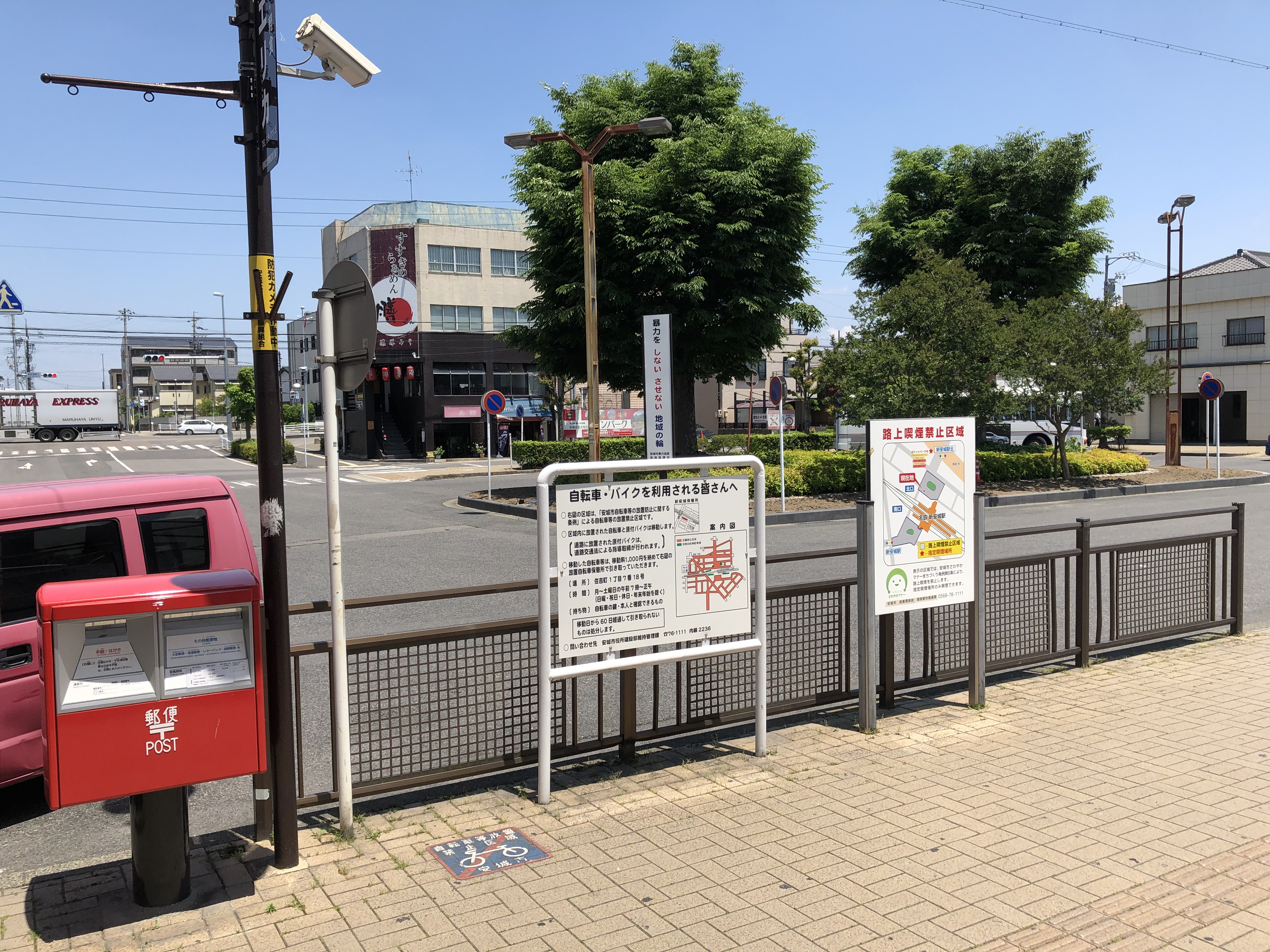
北口のロータリー

駅のすぐ北を国道1号が走っており、駅周辺にはロードサイド店舗が多く見られる。
一方で駅の南には、商店が立ち並んでおり、さるびあプラザ（イトーヨーカドー）やアンディショッピングセンターなどの大型商業施設が点在する。
駅のすぐ西にある安城市道との踏切は交通量が多く、駅を発着する列車の速度も遅いため開かずの踏切になっている。
- さるびあプラザ（イトーヨーカドー安城店）
- アンディショッピングセンター（ドミー、ヤマナカ）
- MEGAドン・キホーテ 新安城店
- 衣浦東部広域連合安城消防署北分署
- 八千代病院
- 今村郵便局（郵便局は現在も「今村」を名乗っている）
- 碧海信用金庫今村支店、新安城支店
- マキタ本社
- DCM 安城住吉店

## 路線バス

### 北口
安城市コミュニティバス（通称：あんくるバス）
- 北部線（東伸運輸に委託）北部福祉センター・八千代病院方面行き

### 南口
名鉄バス
- JR東海道本線 安城駅、安城更生病院行を運行。安城駅まで約11分。
- デンパーク行き（土休日のみ)

安城市コミュニティバス（通称：あんくるバス）
- 西部線（名鉄バスに委託）三河安城駅・東刈谷駅方面行き
- 作野線（名鉄バスに委託）JR安城駅・三河安城駅方面行き

夜行バス
- JR東海バス・JRバス関東
  - ドリーム知多号：東京駅・東京ディズニーランド行（2022年10月1日乗り入れ開始）

## 隣の駅
名古屋鉄道
NH 名古屋本線
□快速特急
通過
□快速特急（23:25豊橋行き・平日7:18岐阜行き）・■特急
東岡崎駅 (NH13) -  新安城駅 (NH17) - 知立駅 (NH19)
■急行
東岡崎駅 (NH13) - （一部矢作橋駅 (NH15)） - 新安城駅 (NH17) - 知立駅 (NH19)
■準急
矢作橋駅 (NH15) - 新安城駅 (NH17) - 知立駅 (NH19)
■普通
宇頭駅 (NH16) - 新安城駅 (NH17) - 牛田駅  (NH18)
GN 西尾線
■特急・■急行
（名鉄名古屋駅方面 -） 新安城駅 (NH17) - （一部の急行は北安城駅 (GN01)） - 南安城駅 (GN02)
■普通
（名鉄名古屋駅方面 -） 新安城駅 (NH17) - 北安城駅 (GN01)